# Mud (pel·lícula)
Mud és una pel·lícula dramàtica coming-of-age estatunidenca del 2012 dirigida per Jeff Nichols i protagonitzada Matthew McConaughey, Tye Sheridan, Jacob Lofland, Sam Shepard, i Reese Witherspoon. Sheridan i Lofland retraten un parell d'adolescents que es troben amb l'epònim Mud (McConaughey), un fugitiu amagat en una petita illa, i acorden ajudar-lo a evadir els seus perseguidors. S'ha doblat i subtitulat al català.
La pel·lícula va competir al Palma d'Or al 65è Festival Internacional de Cinema de Canes. Fou exhibida al Festival de Cinema de Sundance el gener de 2013. La pel·lícula es va estrenar el 26 d'abril de 2013 amb un llançament limitat en sales seleccionades, abans de tenir l'estrena definitiva el 10 de maig de 2013. Va resultar bé a la taquilla, amb una recaptació de 32,6 milions de dòlars per un pressupost de 10 milions de dòlars i va rebre aclamacions crítiques.

## Sinopsi
Ellis i Neckbone tenen 14 anys. Durant una de les seves freqüents escapades al llarg de Mississipi, descobreixen en una illa un home que es refugiava al mig del riu. Es tracta de Mud, té una serp tatuada al braç, una pistola i una camisa blanca. Mud és també un home que creu en un amor tan dur com el ferro, que Ellis ha de mantenir en un intent d'oblidar el proper divorci dels seus pares.
Molt ràpidament, Mud demana als adolescents que l'ajudin a reparar un vaixell que li permeti sortir de l'illa amb Juniper, la dona de la seva vida que s'ha d'unir a ell. Tot i així, és difícil que els nois detectin el veritable del fals en les seves paraules. Va matar un home? Realment està en perill, perseguit per caçadors de recompenses? I què farà Juniper per trobar Mud?

## Repartiment
- Matthew McConaughey - Mud
- Reese Witherspoon - Juniper
- Tye Sheridan - Ellis
- Jacob Lofland - Neckbone
- Sam Shepard - Tom Blankenship
- Ray McKinnon - Senior
- Sarah Paulson - Mary Lee
- Michael Shannon - Galen
- Joe Don Baker - King
- Paul Sparks - Carver
- Bonnie Sturdivant - May Pearl
- Stuart Greer - Miller

## Estrena
Mud es va estrenar el 26 de maig de 2012 al Festival de Canes, on va tenir una franja de competició per als premis del festival, inclosa la Palma d'Or.Reuters va informar que la pel·lícula "va [guanyar] càlids aplaudiments en una projecció de premsa". Els crítics de Variety, Justin Chang i Peter Debruge, van considerar Mud una de les seves preferides del festival. Debruge va dir que la pel·lícula era una reminiscència de la novel·la Huckleberry Finn: "S'adreça tan elegantment al que significa realment la masculinitat i la família en el cor". Va dir que el riu Mississipi a Mud era "un teló de fons mític ... en què els valors antics lluiten contra les forces modernes més fortes al món".
El crític britànic Peter Bradshaw de The Guardian va donar a la pel·lícula tres de cinc estrelles, afirmant que "Mud és una imatge atractiva i de bon aspecte amb dues brillants actuacions destacades".
Després de la seva estrena de Canes, cap distribuïdor va comprar immediatament drets per estrenar la pel·lícula als Estats Units. L'agost de 2012, Lionsgate i Roadside Attractions adquiriren els drets de distribució de Mud als Estats Units. El gener de 2013, Mud fou projectada al Festival de Cinema de Sundance de 2013, i Austin American-Statesman va informar que "La seva moderna interpretació de Mark Twain fou projectada a una entusiasta gent estregada de més de 500 persones".

## Premis
Mud ha rebut nombrosos premis i nominacions. Va rebre el Robert Altman Award als 29è Premis Independent Spirit pel seu director de cinema, director de càsting i repartiment de conjunts. Els Independent Spirit Awards també van nominar a Jeff Nichols com a millor director.
Tye Sheridan fou nominat al Critics' Choice Award com a millor actor / actriu jove. La pel·lícula va rebre el Gran Premi de l'Associació de Crítics de Cinema de Bèlgica.
Mud va ser nomenat un dels deu millors films independents del 2013 pel National Board of Review.
Als 58a edició dels Premis Sant Jordi de Cinematografia Matthew McConaughey va rebre el premi al millor actor en pel·lícula estrangera.